# Двойных, Александр Владимирович
Двойных Александр Владимирович (род. 19 января 1984 г.) — российский общественный и политический деятель, сенатор Российской Федерации, представитель от законодательного (представительного) органа государственной власти Московской области, председатель Комитета Совета Федерации по аграрно — продовольственной политике и природопользованию.
Из-за поддержки нарушения территориальной целостности Украины во время российско-украинской войны находится под персональными международными санкциями Евросоюза, США, Великобритании и ряда других стран.

## Биография
В 2000 году поступил Московский Государственный Технический Университет МАМИ на экономический факультет, в 2004 году получил статус бакалавра. В 2006 году защитил магистерскую диссертацию по направлению менеджмент. В 2016 году окончил Российскую Академию народного хозяйства и Государственной службы при президенте РФ.
С июня 2007 года по апрель 2021 года руководил коммерческим предприятием. В 2009 году был избран депутатом Сергиево-Посадского городского Совета депутатов. Работал в составе комиссии по градостроительной политике и землепользованию, а также в составе комиссии по предпринимательству и развитию потребительского рынка. Член бюджетной комиссии и комиссии по ЖКХ в Федеральном Молодёжном Собрании.
4 декабря 2011 года избран депутатом Московской областной Думы по Сергиево-Посадскому одномандатному избирательному округу № 20. Член Комитета по вопросам транспортной инфраструктуры, связи и информатизации.
2015—2017 году работал руководителем администрации городского округа Домодедово. 20 марта 2017 года, в соответствии с решением Совета депутатов городского округа Домодедово № 1-4/773, избран Главой городского округа Домодедово.
В сентябре 2021 года избран сенатором от Московской области в ходе первого заседания Московской областной думы 7 созыва.
В ноябре 2022 года избран председателем Комитета Совета Федерации по аграрно-продовольственной политике и природопользованию.

## Деятельность в Совете Федерации

### Комитет по аграрно-продовольственной политике и природопользованию
В Совете Федерации Двойных А. В. вошёл в состав указанного Комитета сразу после наделения полномочиями от Московской областной думы. Со 2 ноября 2022 года назначен председателем данного Комитета. В таблице представлены Федеральные законы (ФЗ) и законопроекты (ЗП), по которым сенатор Двойных выступал в качестве докладчика.
В 2022 году сенатор РФ Двойных А. В. принял участие в 21 заседании Совета Федерации Федерального Собрания Российской Федерации, на которых было рассмотрено 9 конституционных законов и 643 федеральных закона.
Двойных А. В. принял участие в 27 заседаниях Комитета, в 4-х из них уже в статусе председателя Комитета. На заседаниях Комитета в 2022 году рассмотрен 81 федеральный закон (при этом Комитет являлся ответственным исполнителем по 33 законам, соисполнителем по 48 законам); проектов
федеральных законов в «нулевом» и «первом» чтении — 225; проектов законодательных инициатив, поступивших из Совета законодателей — 36.
В том числе 8 расширенных заседаний Комитета было проведено в рамках дней субъектов Российской Федерации в Совете Федерации.
Данные о процедурах и стадиях прохождения законопроектов через Государственную Думу, Совет Федерации, Президента РФ брались из открытых источников — из Системы обеспечения законодательной деятельности.
| №  | № ЗП       | Название ЗП | Субъект законодательной инициативы | Содержание ЗП | Государственная Дума | Совет Федерации                                                                                               | Президент РФ                                      | № закона |
| -- | ---------- | --- | --- | --- | --- | --- | ------------------------------------------------- | -------- |
| 1  | 41446-8    | «О внесении изменений в Кодекс Российской Федерации об административных правонарушениях» (в целях установления административной ответственности за несоблюдение требований к содержанию домашних животных)                                                      | Московская областная дума | Законопроект направлен на установление в КоАП РФ административной ответственности за нарушения содержания животных, отсутствие которой противоречит нормам Федерального закона № 498-ФЗ. Предлагается привести к единым стандартам и требованиям условия содержания домашних животных своими владельцами. ЗП Комитетом поддержан | Закон принят 26 ноября 2024 года | Закон одобрен 580 заседанием Совета Федерации 27 ноября 2024 года                                             | Закон подписан и опубликован 30 ноября 2024 года  | 440-ФЗ   |
| 2  | 1192708-7  | «О гаражных объединениях» | Сенатор Андрей Турчак (в период исполнения полномочий сенатора) депутат Государственной Думы Павел Крашенинников                                                                        | В российское законодательство введён специальный нормативный акт, регулирующий вопросы гаражного строительства, правового положения гаражных (гаражно-строительных) кооперативов, а также прав и обязанностей их членов. Вступление в силу с 1 октября 2023 года. ЗП Комитетом поддержан. | Закон принят 13 июля 2023 года | Закон одобрен 19 июля 2023 года                                                                               | Закон подписан и опубликован 24 июля 2023 года    | 338-ФЗ   |
| 3  | 1056281-7  | О внесении изменений в отдельные законодательные акты Российской Федерации (о совершенствовании отдельных вопросов установления сервитута) | Законодательное Собрание Оренбургской области | Предусматривается публичный сервитут для строительства, реконструкции, эксплуатации, капитального ремонта объектов электросетевого хозяйства, тепловых сетей, водопроводных сетей, сетей водоотведения, линий и сооружений связи, линейных объектов системы газоснабжения, нефтепроводов и нефтепродуктопроводов, их неотъемлемых технологических частей уточняется перечень лиц, которые имеют право ходатайствовать об установлении публичного сервитута уточняются полномочия органов государственной власти, органов местного самоуправления и федерального органа исполнительной власти, осуществляющего функции по оказанию государственных услуг и управлению государственным имуществом в сфере дорожного хозяйства, по принятию решений об установлении публичных сервитутов в отношении земельных участков в границах полос отвода автомобильных дорог. ЗП Комитетом поддержан. | Закон принят 29 июня 2022 года | Закон одобрен 8 июля 2022 года                                                                                | Закон подписан и опубликован 14 июля 2022 года    | 284-ФЗ   |
| 4  | 97680-8    | О внесении изменений в статью 12.1 Федерального конституционного закона «О принятии в Российскую Федерацию Республики Крым и образовании в составе Российской Федерации новых субъектов ― Республики Крым и города федерального значения Севастополя»           | Депутаты Государственной Думы М. С. Шеремет, Л. И. Бабашов, Л. Г. Ивлев, Д. А. Белик, Г. Я. Хор, К. М. Бахарев                                                                          | Продляются до 1 января 2025 года особенности регулирования имущественных и земельных отношений на территориях республики Крым и города федерального значения Севастополя, а также отношений в сфере кадастрового учёта недвижимости, государственной регистрации прав на недвижимое имущество и сделок с ним; отношений в области градостроительной деятельности ― по выявлению и сносу объектов капитального строительства, возведённых или созданных с нарушением законодательства. ЗП Комитетом поддержан. | Закон принят 28 июня 2022 года | Закон одобрен 8 июля 2022 года                                                                                | Закон подписан и опубликован 14 июля 2022 года    | 4-ФКЗ    |
| 5  | 84812-8    | О внесении изменений в отдельные законодательные акты Российской Федерации и о приостановлении действия части 5 статьи 2 Федерального закона «О контрактной системе в сфере закупок товаров, работ, услуг для обеспечения государственных и муниципальных нужд» | Правительство РФ | Федеральный закон уточняет механизмы изменения контрактов на выполнение работ по геологическому изучению недр, в частности закон должен синхронизировать их с механизмами изменения контрактов в сфере строительства, предусмотренными положениями Федерального закона № 44-ФЗ. ЗП Комитетом поддержан. | Закон принят 27 октября 2022 года | Закон одобрен 2 ноября 2022 года                                                                              | Закон подписан и опубликован 4 ноября 2022 года   | 420-ФЗ   |
| 6  | 76979-8    | О признании утратившим силу пункта 2 статьи 5-1 Федерального закона «Об особо охраняемых природных территориях» | Московская городская Дума | Законопроектом предлагается полностью исключить норму, регулирующую вопрос установления платы за посещение особо охраняемых природных территорий. Может сложиться ситуация, при которой на региональном уровне принимают решение разрешить бесплатное посещение, а на федеральном уровне в том же регионе введут плату. В связи с этим норму о возможности установления оплаты предлагается исключить из федерального закона. На территории столицы существует две особо охраняемые природные территории (ООПТ) федерального уровня: главный ботанический сад РАН и национальный парк «Лосиный остров». Введение платы за их посещение может вызвать непонимание у жителей причин бесплатности посещения одних ООПТ и платности других, расположенных в пределах одного и того же субъекта РФ. Позиция Комитета: установление платы за посещение физическими лицами природных территорий является дискрецией органов государственной власти субъектов РФ и органов местного самоуправления ― лишение их такой дискреции Комитет посчитал необоснованным и не поддержал данный законопроект. Инициатор законопроекта — мэр Москвы Сергей Собянин. Профильный комитет Государственной Думы рекомендовал рассмотреть ЗП, несмортя на позицию Совета Федерации. | Нулевое чтение в профильном комитете (по экологии, природным ресурсам и охране окружающей среды). Решение: вынести ЗП на первое чтение    | Комитет Совета Федерации по аграрно-продовольственной политике и природопользованию не поддерживает данный ЗП |                                                   |          |
| 7  | 148135-8   | О внесении изменений в статьи 9 и 10.1 Закона Российской Федерации «О недрах» | Костромская областная Дума | Законопроектом предлагается предусмотреть в рамках субъектов РФ предоставление права пользования участком недр местного значения, без проведения аукциона с целью разведки и добычи общераспространенных полезных ископаемых, необходимых для выполнения работ по строительству, реконструкции, капитальному ремонту, ремонту и содержанию автомобильных дорог, осуществляемых на основании государственного (муниципального) задания. | Законопроект отклонён в первом чтении 27 сентября 2023 года                                                                               | Члены Комитета законопроект поддержали                                                                        |                                                   |          |
| 8  | 115641-8   | О внесении изменений в отдельные законодательные акты Российской Федерации в части совершенствования порядка ограничения, изъятия, прекращения прав на земельные участки из земель сельскохозяйственного назначения                                             | Законодательное Собрание Амурской области | Законопроектом предлагается изменить порядок исчисления срока неиспользования земельного участка из земель сельскохозяйственного назначения, по окончании которого возникают основания для принудительного изъятия соответствующего земельного участка у его собственника в судебном порядке, и установить такую возможность, если к моменту выявления факта неиспользования земельного участка по целевому назначению или использования с нарушением законодательства Российской Федерации такой земельный участок не используется для ведения сельского хозяйства или осуществления иной связанной с сельскохозяйственным производством деятельности в течение трех и более лет подряд. | Законопроект отклонён в первом чтении 7 февраля 2023 года                                                                                 | Комитет законопроект поддержал                                                                                |                                                   |          |
| 9  | 120408-8   | О внесении изменения в статью 10 Федерального закона «Об обороте земель сельскохозяйственного назначения» | Законодательное Собрание Ростовской области | Законопроектом предлагается дополнить федеральный закон положениями, устанавливающими возможность предоставления земельных участков сельскохозяйственного назначения, занятых мелиоративными защитными лесными насаждениями и находящихся в государственной или муниципальной собственности, в аренду крестьянскому (фермерскому) хозяйству или сельскохозяйственной организации без проведения торгов. | Законопроект отклонён в первом чтении 7 февраля 2023 года                                                                                 | Комитет законопроект поддержал с оговорками                                                                   |                                                   |          |
| 10 | 155719-8   | О внесении изменений в Земельный кодекс Российской Федерации и статью 3.5 Федерального закона «О введении в действие Земельного кодекса Российской Федерации»                                                                                                   | Правительство РФ | Законопроект сокращает сроки предоставления земельных участков с 30 до 20 дней, а в случае, если схема расположения земельного участка на кадастровом плане территории подлежит согласованию — с 45 до 30 дней; а также дополняется статья 42 Земельного кодекса положением, устанавливающим обязанность собственников земельных участков и лиц, не являющихся собственниками земельных участков, в случае обнаружения пожара на земельном участке, используемом для сельскохозяйственного производства, немедленно уведомить пожарную охрану и оказывать ей содействие при тушении пожара на данном земельном участке. Комитет ЗП поддержал. | Закон принят 16 ноября 2022 года | Закон одобрен 30 ноября 2022 года                                                                             | Закон подписан и опубликован 5 декабря 2022 года  | 509-ФЗ   |
| 11 | 176651-8   | «Об особенностях регулирования корпоративных отношений в хозяйственных обществах, являющихся экономически значимыми организациями» | Сенаторы Российской Федерации А. В. Кутепов (представитель законодательного органа Санкт-Петербурга), О. П. Ткач, А. Ю. Брыксин (представитель законодательного органа Курской области) | Предмет правового регулирования был существенно изменён после второго чтения. Федеральным законом определяется понятие иностранной холдинговой компании, под которой понимается иностранное юридическое лицо, которое связано с иностранными государствами, совершающими в отношении Российской Федерации, российских юридических и физических лиц недружественные действия, и которому принадлежит не менее чем 50 процентов голосующих акций (долей в уставном капитале) экономически значимой организации. Федеральным законом закрепляются обстоятельства, при наличии которых осуществление иностранной холдинговой компанией корпоративных прав в отношении экономически значимой организации подлежит приостановлению, например, совершение действий (допущенное бездействие), которые могут привести к прекращению или приостановлению деятельности, ликвидации или несостоятельности (банкротству) экономически значимой организации. Предусматривается, что основанием для принятия решения о приостановлении осуществления корпоративных прав в отношении экономически значимой организации (далее также — приостановление осуществления прав), являются действия, совершенные иностранной холдинговой компанией после 24 февраля 2022 года и обусловленные принятием ограничительных мер в отношении граждан Российской Федерации, российских юридических лиц либо угрозой их принятия. Комитет ЗП поддержал. | Закон принят 20 июля 2023 года | Закон одобрен 28 июля 2023 года                                                                               | Закон подписан и опубликован 4 августа 2023 года  | 470-ФЗ   |
| 12 | 1190171-7  | О внесении изменений в статью 3 Федерального закона «О качестве и безопасности пищевых продуктов» и Федеральный закон «Об информации, информационных технологиях и о защите информации»                                                                         | Депутаты Государственной Думы С. И. Неверов, А. П. Петров | Законопроект регулирует Интернет-торговлю в части установления эффективных механизмов контроля и надзора в сфере дистанционной торговли биологически активными добавками к пище. Предлагалось предусмотреть внесудебную блокировку сайтов по продаже пищевых продуктов, в том числе биологически активных добавок (БАД). Ассоциация компаний интернет-торговли (АКИТ) (60 % интернет-торговли в России) подвергла критике данный законопроект. В письме председателю Госдумы отмечается, что текст законопроекта направлен на регулирование уже сложившихся правоотношений в сфере контроля над реализацией пищевой продукции, создает дополнительные административные издержки, способствующие усложнению деятельности хозяйствующих субъектов, а также несёт в себе риски противоречия наднациональному праву ЕАЭС. По мнению ассоциации, запрет распространения определённой информации носит противоречивый характер, не соответствует принципу правовой определённости. Также, по мнению ассоциации, законопроект не учитывает специфику правоотношений, складывающихся в связи с ввозом на территорию Российской Федерации пищевых продуктов посредством международных почтовых отправлений для личного пользования. Общественная палата РФ также представила отрицательное заключение. | Законопроект отклонён в нулевом чтении Комитетом по аграрным вопросам и отозван субъектами законодательной инициативы ― 21 июля 2023 года | Комитетом СФ по аграрно-продовольственной политике и природопользованию ЗП поддержан                          |                                                   |          |
| 13 | 196023-8   | О внесении изменений в Федеральный закон «Об обороте земель сельскохозяйственного назначения» | Правительство Российской Федерации | В целях создания условий вовлечения в оборот невостребованных земельных долей законопроектом предлагается: признавать земельные доли, собственники которых умерли, выморочным имуществом; наделить органы местного самоуправления поселений, муниципальных округов или городских округов до 1 января 2025 года правом на участие в общем собрании участников долевой собственности от имени лиц, чьи земельные доли признаны невостребованными, а также правом передавать в аренду земельные участки, выделенные в счет невостребованных земельных долей. Комитет ЗП поддержал. | Закон принят 14 декабря 2022 года | Закон одобрен 23 декабря 2022 года                                                                            | Закон подписан и опубликован 29 декабря 2022 года | 639-ФЗ   |
| 14 | 1126562-7  | О внесении изменения в статью 13.1 Федерального закона «Об отходах производства и потребления» | Депутаты Государственной Думы А. К. Луговой, С. И. Крючек, Б. Р. Пайкин, С. М. Катасонов                                                                                                | Согласно законопроекту, оплата физлицу за лом и отходы цветных металлов на сумму более 120 тысяч рублей и за чёрные металлы — на сумму более 10 тысяч рублей наличными деньгами будет запрещена. Председатель Комитета по аграрно-продовольственной политике и природопользованию Александр Двойных отметил, что закон противоречит положениям Гражданского кодекса и рекомендуется к отклонению. Также с отрицательными заключениями выступили председатель Комитета по конституционному законодательству и государственному строительству Андрей Клишас и председатель Комитета по экономической политике Андрей Кутепов. Согласно пункту 1 статьи 861 Гражданского кодекса РФ расчёты с участием граждан, не связанные с осуществлением ими предпринимательской деятельности, могут производиться наличными деньгами без ограничения суммы или в безналичном порядке. Комитеты Совета Федерации указывали, что изменения в законодательстве приведут к коллизии гражданского права и трудностям в его применении. | Закон принят 12 апреля 2023 года | Закон отклонён 24 мая 2023 года Вето Совета Федерации                                                         | Закон подписан и опубликован 10 июля 2023 года    | 304-ФЗ   |
| 14 | 1126562-7  | О внесении изменения в статью 13.1 Федерального закона «Об отходах производства и потребления» | Депутаты Государственной Думы А. К. Луговой, С. И. Крючек, Б. Р. Пайкин, С. М. Катасонов                                                                                                | Согласно законопроекту, оплата физлицу за лом и отходы цветных металлов на сумму более 120 тысяч рублей и за чёрные металлы — на сумму более 10 тысяч рублей наличными деньгами будет запрещена. Председатель Комитета по аграрно-продовольственной политике и природопользованию Александр Двойных отметил, что закон противоречит положениям Гражданского кодекса и рекомендуется к отклонению. Также с отрицательными заключениями выступили председатель Комитета по конституционному законодательству и государственному строительству Андрей Клишас и председатель Комитета по экономической политике Андрей Кутепов. Согласно пункту 1 статьи 861 Гражданского кодекса РФ расчёты с участием граждан, не связанные с осуществлением ими предпринимательской деятельности, могут производиться наличными деньгами без ограничения суммы или в безналичном порядке. Комитеты Совета Федерации указывали, что изменения в законодательстве приведут к коллизии гражданского права и трудностям в его применении. | Государственная Дума VIII созыва и Совет Федерации создают согласительную комиссию 27 июня 2023 года Закон согласован 27 июня 2023 года   | | Закон подписан и опубликован 10 июля 2023 года    | 304-ФЗ   |
| 14 | 1126562-7  | О внесении изменения в статью 13.1 Федерального закона «Об отходах производства и потребления» | Депутаты Государственной Думы А. К. Луговой, С. И. Крючек, Б. Р. Пайкин, С. М. Катасонов                                                                                                | В доработанном варианте закона, заветированном ранее Советом Федерации, согласительная комиссия убрала переходной этап вступления закона в силу. Правительству РФ до 1 июля 2024 года давались полномочия устанавливать лимиты наличных средств, получаемых физлицами от реализации лома и цветных металлов. В новой редакции закона Правительство РФ лишается данных полномочий. Для этого подвинули срок вступления закона в силу раньше, чем планировалось — с 1 октября 2023 года, вместо 1 июля 2024 года. Противоречие с пунктом 1 статьи 861 Гражданского кодекса РФ на данный момент остаётся, однако в рамках осенней сессии 2023 года планируется рассмотреть проект Федерального закона (№365749-8), который предусматривает установление ограничений расчётов с физическими лицами за лом и цветные металлы. Комитет по аграрно-продовольственной политике и природопользованию данную редакцию поддерживает. | Закон в ред. согласительной комиссии принят 29 июня 2023 года                                                                             | Закон в ред. согласительной комиссии одобрен 5 июля 2023 года                                                 | Закон подписан и опубликован 10 июля 2023 года    | 304-ФЗ   |
| 15 | 188096-8   | О внесении изменений в Земельный кодекс Российской Федерации (в части совершенствования механизмов предоставления земельных участков в аренду и безвозмездное пользование)                                                                                      | Сенатор Российской Федерации от исполнительного органа власти Московской области Забралова О. С.                                                                                        | Законопроект устанавливает, что договор аренды заключается без проведения торгов тогда, когда: 1) земельный участок, на котором расположены здания (сооружения), находится в государственной (муниципальной) собственности. При этом арендатор может арендовать здания, сооружения либо помещения в них; 2) договор аренды такого земельного участка предлагается заключать на срок действия договора аренды здания, сооружения или помещений в них; 3) некоммерческим организациям (НО) гарантируется предоставление земельного участка в безвозмездное пользование, если на таких земельных участках расположены здания (сооружения) либо помещения в них, принадлежащие НО на праве безвозмездного пользования в государственной (муниципальной) собственности. Право безвозмезного пользования предоставляется на срок до прекращения прав на указанные здания, сооружения или помещения в них. | Законопроект отозван Забраловой Ольгой до процедуры первого чтения 14 ноября 2022 года                                                    | Комитетом СФ по аграрно-продовольственной политике и природопользованию ЗП поддержан                          |                                                   |          |
| 16 | № 154930-8 | О внесении изменений в отдельные законодательные акты Российской Федерации (в части совершенствования правовых основ взаимодействия граждан с государственными органами)                                                                                        | Депутаты Государственной Думы В. И. Пискарев, Э. А. Валеев, А. Б. Выборный, А. Г. Альшевских, А. В. Картаполов, А. Л. Красов                                                            | Законопроектом предлагается внести изменения в Федеральный закон предусматривающие, что деятельность органов федеральной службы безопасности, органов государственной охраны, органов внешней разведки Российской Федерации, федерального органа исполнительной власти в сфере мобилизационной подготовки и мобилизации в Российской Федерации, не являются предоставлением государственных и муниципальных услуг. Законопроект Комитетом поддержан. | Закон принят 27 октября 2022 года | Закон одобрен 2 ноября 2022 года                                                                              | Закон подписан и опубликован 4 ноября 2022 года   | 427-ФЗ   |
| 17 | 155842-8   | «О жилых комплексах, об управлении имуществом общего пользования в жилых комплексах» (в части регулирования отношений, касающихся имущества общего пользования в комплексе индивидуальных жилых домов и земельных участков с общей инфраструктурой              | Правительство РФ | Законопроект разработан во исполнение Постановления Конституционного Суда Российской Федерации от 28 декабря 2021 года, внесен Правительством Российской Федерации, определяет правовое регулирование комплексов индивидуальных жилых домов и земельных участков с общей инфраструктурой: понятия жилого комплекса, имущества общего пользования, устанавливает правовой режим имущества, находящегося в общей долевой собственности (определение долей, основания возникновения прав, распоряжение, содержание, управление, порядок использования). | Законопроект прошёл процедуру первого чтения 19 октября 2022 года                                                                         | Законопроект поддержан Комитетом без замечаний                                                                |                                                   |          |

### Контроль и сопровождение законопроектов
| № | № ЗП      | Название ЗП | Субъект законодательной инициативы                                 | Содержание ЗП | Государственная Дума             | Совет Федерации                    | Президент РФ                                      | № закона |
| - | --------- | --- | ------------------------------------------------------------------ | --- | -------------------------------- | ---------------------------------- | ------------------------------------------------- | -------- |
| 1 | 1260569-7 | О внесении изменения в статью 27 Земельного кодекса Российской Федерации (в части снятия ограничений в обороте земельных участков, находящихся в государственной или муниципальной собственности, расположенных во втором поясе зон санитарной охраны источников питьевого и хозяйственно-бытового водоснабжения) | Инициатива Правительства Московской области через Правительство РФ | Федеральным законом отменяются ограничения в обороте земельных участков, находящихся в государственной или муниципальной собственности, во втором поясе зон санитарной охраны (ЗСО) источников питьевого и хозяйственно-бытового водоснабжения. Обеспечение надлежащего состояния водных объектов, регулируется санитарным законодательством, которым установлены единые требования к правообладателям земельных участков. Предлагаемые изменения не повлекут дополнительных рисков загрязнения источников питьевого водоснабжения, так как требования санитарного законодательства не зависят от вида права на земельный участок. Кроме того, эффективность привлечения к ответственности собственника земли выше, чем арендатора, за счёт возможности обращения взыскания на землю или объект недвижимости в счёт уплаты штрафа. Гражданам новелла даёт право оформить свои земельные участки и расположенные на них постройки в собственность. Данная норма позволила получать в казну Московской области около 4,5 млрд рублей ежегодно. | Закон принят 26 января 2022 года | Закон одобрен 11 февраля 2022 года | Закон подписан и опубликован 16 февраля 2022 года | 9-ФЗ     |
| 2 | 1245543-7 | О внесении изменений в Кодекс Российской Федерации об административных правонарушениях (об усилении административной ответственности за административные правонарушения, связанные с загрязнением территорий отходами производства и потребления с транспортных средств)                                          | Московская областная Дума совместно с Московской городской Думой   | Устанавливается новый состав за сброс мусора с транспортных средств. Определяются полномочия и перечень государственных органов по составлению протоколов и рассмотрению дел об административных правонарушениях данной категории. Постановления о штрафах будут выносить полиция и Росприроднадзор. Устанавливается возможность фиксации незаконного сброса мусора из машин с помощью камер, размещенных в местах наиболее вероятного сброса отходов. Также возможна конфискация транспортного средства у юридического лица. Если нарушитель попадется второй раз при совершении аналогичного действия, то штраф ему придется уплатить уже в двойном размере. За выброс мусора из грузовиков и тракторов установлены отдельные штрафы. | Закон принят 29 июня 2022 года   | Закон одобрен 8 июля 2022 года     | Закон подписан и опубликован 14 июля 2022 года    | 287-ФЗ   |

### Законодательные инициативы
| № | № ЗП     | Название ЗП | Субъект законодательной инициативы | Содержание ЗП | Государственная Дума | Совет Федерации                                                     | Президент РФ                                     | № закона |
| - | -------- | --- | --- | --- | --- | ------------------------------------------------------------------- | ------------------------------------------------ | -------- |
| 1 | 33099-8  | О внесении изменений в статью 2 Федерального закона «О применении контрольно-кассовой техники при осуществлении расчетов в Российской Федерации» и Федеральный закон «О розничных рынках и о внесении изменений в Трудовой кодекс Российской Федерации» | Сенаторы Российской Федерации Е. А. Борисов, Е. Г. Зленко, Б. Б. Хамчиев, Л. З. Талабаева, A.С. Фадзаев, B.Ф. Новожилов, О. А. Алексеев, И. Д. Зубарев, А. В. Двойных Правительство РФ | Данный законопроект устанавливает усиление контроля за кассовой дисциплиной. Возможность неиспользования контрольно-кассовой техникой (ККТ) будет сохранена только за организациями и индивидуальными предпринимателями, применяющими систему налогообложения в виде единого сельскохозяйственного налога (ЕСХН). При этом продажа должна производиться с торговых мест, общая площадь которых, включая места для хранения товаров, не превышает 15 квадратных метров. Требование в отношении предельно допустимой площади торговых мест распространяется на все розничные рынки, ярмарки и выставочные комплексы, на территориях которых соответствующие организации и ИП осуществляют свою деятельность. | Законопроект прошёл процедуру первого чтения 20 января 2022 года Закон принят 23 июля 2024 года                                                                                       | Закон одобрен (заседание Совета Федерации №574) 2 августа 2024 года | Закон подписан и опубликован 8 августа 2024 года | 273-ФЗ   |
| 2 | 232894-8 | О внесении изменений в Лесной кодекс Российской Федерации и статью 11 Федерального закона «О переводе земель или земельных участков из одной категории в другую» (в части регулирования размещения лыжных трасс, троп и дорожек)                        | Сенаторы Российской Федерации А. В. Двойных, Е. Г. Зленко, Т. А. Гигель, О. С. Забралова, А. И. Кислов, В. Ф. Новожилов Депутаты Государственной Думы А. Б. Коган, Е. В. Марков, Б. В. Агаев, З. З. Байгускаров, Ю. И. Григорьев, А. Б. Таймазов, Ж. А. Рябцева                                                               | Поправки в Лесной кодекс, ослабляющие охранный режим лесов, которые позволят неограниченно застраивать леса инфраструктурными объектами, связанными с туризмом и отдыхом. Сейчас такие объекты, как велосипедные и пешеходные дорожки, лыжные трассы, пункты проката можно размещать лишь на территориях, не занятых лесными насаждениями, и на площади не более 1 гектара. В законопроекте это требование снимается, позволяя строить объекты инфраструктуры везде. Неизбежно потребуется значительная вырубка деревьев. Упоминаемые в документе «средние параметры» пешеходных дорожек и спортивных трасс таковы: ширина ― 2,5-3,6 м, длина ― 5 км, площадь ― 4 гектара. | Отрицательное заключение Правительства РФ Комитет по экологии, природным ресурсам и охране окружающей среды дважды отправлял ЗП на доработку: 31 января 2023 года и 21 июня 2023 года |                                                                     |                                                  |          |
| 3 | 201629-8 | О внесении изменений в статью 4 части первой, часть вторую Налогового кодекса Российской Федерации и отдельные законодательные акты Российской Федерации (в части налогообложения сахаросодержащих напитков)                                            | Правительство РФ | Ставка акциза на такие напитки устанавливается с 1 июля 2023 года в размере 7 рублей за литр. Сахаросодержащие безалкогольные напитки — это напитки, в которых объемная доля этилового спирта не превышает 1,2 % и содержание сахара (иных подслащивающих веществ ― глюкоза, фруктоза, сахароза, декстроза, мальтоза, лактоза, сироп с сахаром, мед) превышает 5 г на 100 мл напитка. Облагаться акцизом не будут напитки брожения, квасы с содержанием этилового спирта от 0,5 % до 1,2 % включительно, а также соки, нектары, сокосодержащие, специализированные напитки и морсы. Налоговым периодом по акцизам признаётся календарный месяц. Декларация по акцизам представляется не позднее 25-го числа месяца, следующего за истекшим. Уплачивать налог нужно ежемесячно не позднее 28-го числа. | Сенатор Двойных внёс две поправки ко второму чтению. Обе отклонены 8 ноября 2022 года Закон принят 10 ноября 2022 года                                                                | Закон одобрен 16 ноября 2022 года                                   | Закон подписан и опубликован 21 ноября 2022 года | 443-ФЗ   |
| 4 | 339704-8 | О внесении изменений в статьи 14 и 17 Федерального закона «О сельскохозяйственной кооперации» (защита прав граждан Российской Федерации, призванных на военную службу)                                                                                  | Сенаторы Российской Федерации Журавлев Н.А, Святенко И.Ю, Рукавишникова И.В., Двойных А.В. Депутаты Государственной Думы Кара-оол Ш.В., Гордеев А.В., Вяткин Д.Ф., Шхагошев А.Л., Кашин В.И., Кузнецов Э.А., Лоцманов Д.Н., Плотников В.Н., Езубов А.П, Нилов Я.Е., Саралиев Ш.Ю., Тайсаев К.К., Лантратова Я.В., Ткачев А.О. | На граждан, являющихся членами потребительских кооперативов*, призванных на военную службу по мобилизации, не распространяются отдельные положения закона о сельскохозяйственной кооперации. При общем регулировании, в связи с невыполнением обязанностей члена кооператива, гражданин исключался из него. При новом положении, на основании службы в Вооружённых силах Российской Федерации, потребительский кооператив вправе переоформить его членство в ассоциированное. При *производственном кооперативе возможность перехода в ассоциированные члены на основании службы в ВС РФ законодательно урегулирована с 1999 года. При ассоциированном членстве участники вправе не присутствовать на заседаниях членов потребительского кооператива. Число ассоциированных участников с правом голоса не должно превышать 20%. Если их число на заявленную дату проведения собрания будет больше, организуется предварительное собрание ассоциированных членов с целью избрать представителей. На размер паевых взносов статус ассоциированного членства никак не влияет. | Закон принят 25 июля 2023 года | Закон одобрен 28 июля 2023 года                                     | Закон подписан и опубликован 4 августа 2023 года | 458-ФЗ   |
| 5 | 333156-8 | О внесении изменений в статьи 2 и 14 Федерального закона «О пчеловодстве в Российской Федерации» (о понятии "продукция пчеловодства") | Сенаторы Российской Федерации Двойных А.В., Митин С.Г. Депутат Государственной думы Кашин В.И. | Поправки направлены на стандартизацию, повышение качества продукции пчеловодства и её безопасность. Согласно новеллам, к продукции пчеловодства будет относиться продукция, определённая: - Общероссийским классификатором продукции; - документами по стандартизации (ГОСТами); - актами Евразийского экономического союза (техническим регламентом ЕАЭС). В ГОСТах закреплены меры по предупреждению и обнаружению фальсифицированной продукции на рынке продукции пчеловодства. В России на момент принятия поправок действует 49 ГОСТов, связанных с продукцией пчеловодства. Росстандарт и Роскачество наделяются полномочиями разработать национальный стандарт мёда на основе вышеуказанных документов для того, чтобы пресекать его фальсификацию на основе сиропов и сахаров. По данным Роскачества, 38% рынка пчеловодческой продукции занимает фальсификат. Полагают, что в результате действия поправок, рынок продукции пчеловодства очиститься от некачественной продукции.                                                                                  | Закон принят 16 ноября 2023 года | Закон одобрен 22 ноября 2023 года                                   | Закон подписан и опубликован 27 ноября 2023 года | 556-ФЗ   |

## Награды
- Знак Губернатора Московской области «За вклад в развитие Московской области» (2013)
- Патриарший знак «700-летие преподобного Сергия Радонежского».
- Благодарность Губернатора Московской области (2014)
- Благодарность Правительства Российской Федерации (2015)[102]
- Орден Дружбы (17 октября 2024 года) — за большой вклад в развитие парламентаризма, активную законотворческую деятельность и многолетнюю добросовестную работу[103].